# Tulbaghia simmleri
Tulbaghia simmleri är en amaryllisväxtart som beskrevs av Gustave Beauverd. Tulbaghia simmleri ingår i tulbaghiasläktet som ingår i familjen amaryllisväxter. Inga underarter finns listade i Catalogue of Life.

## Bilder

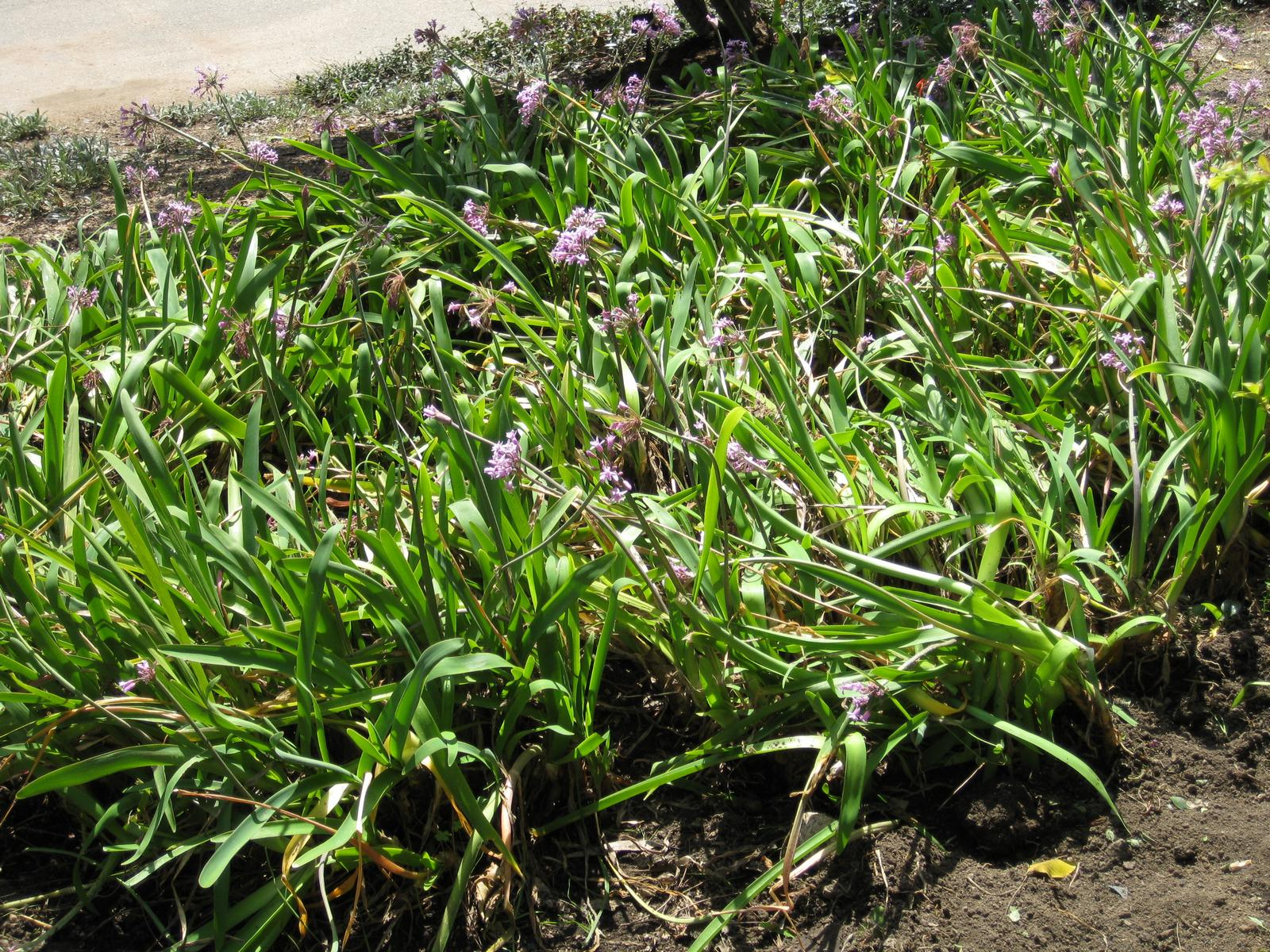
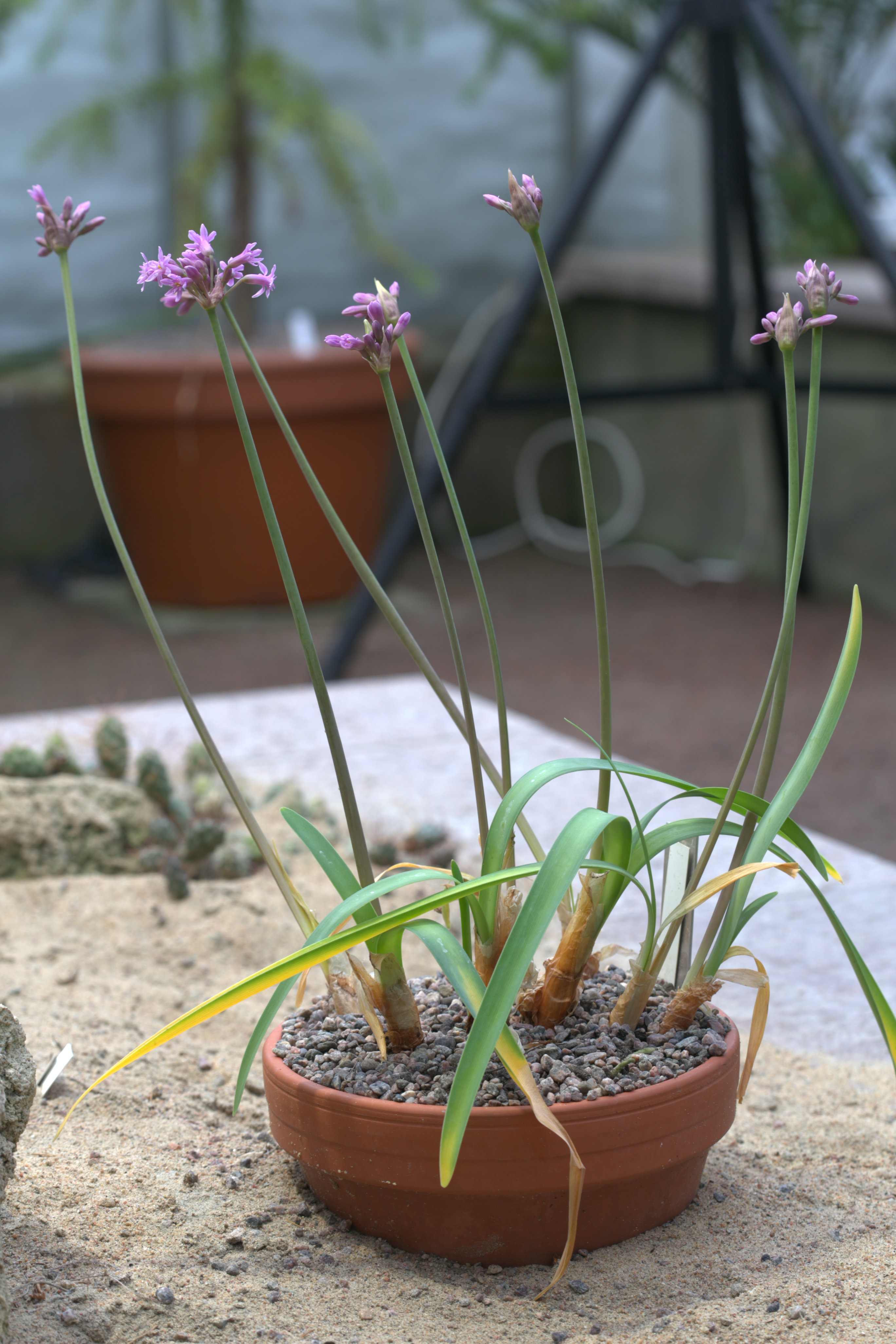
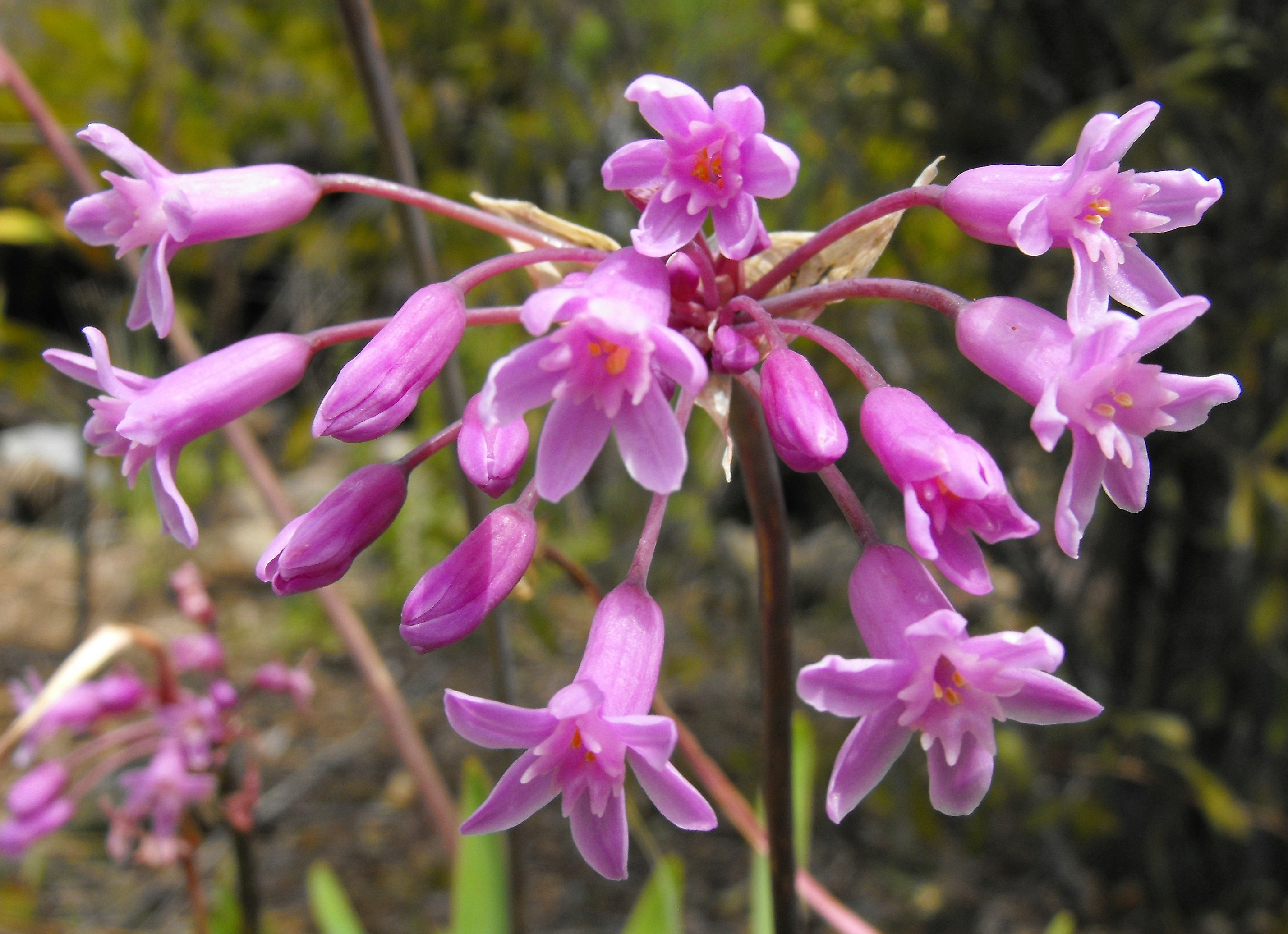
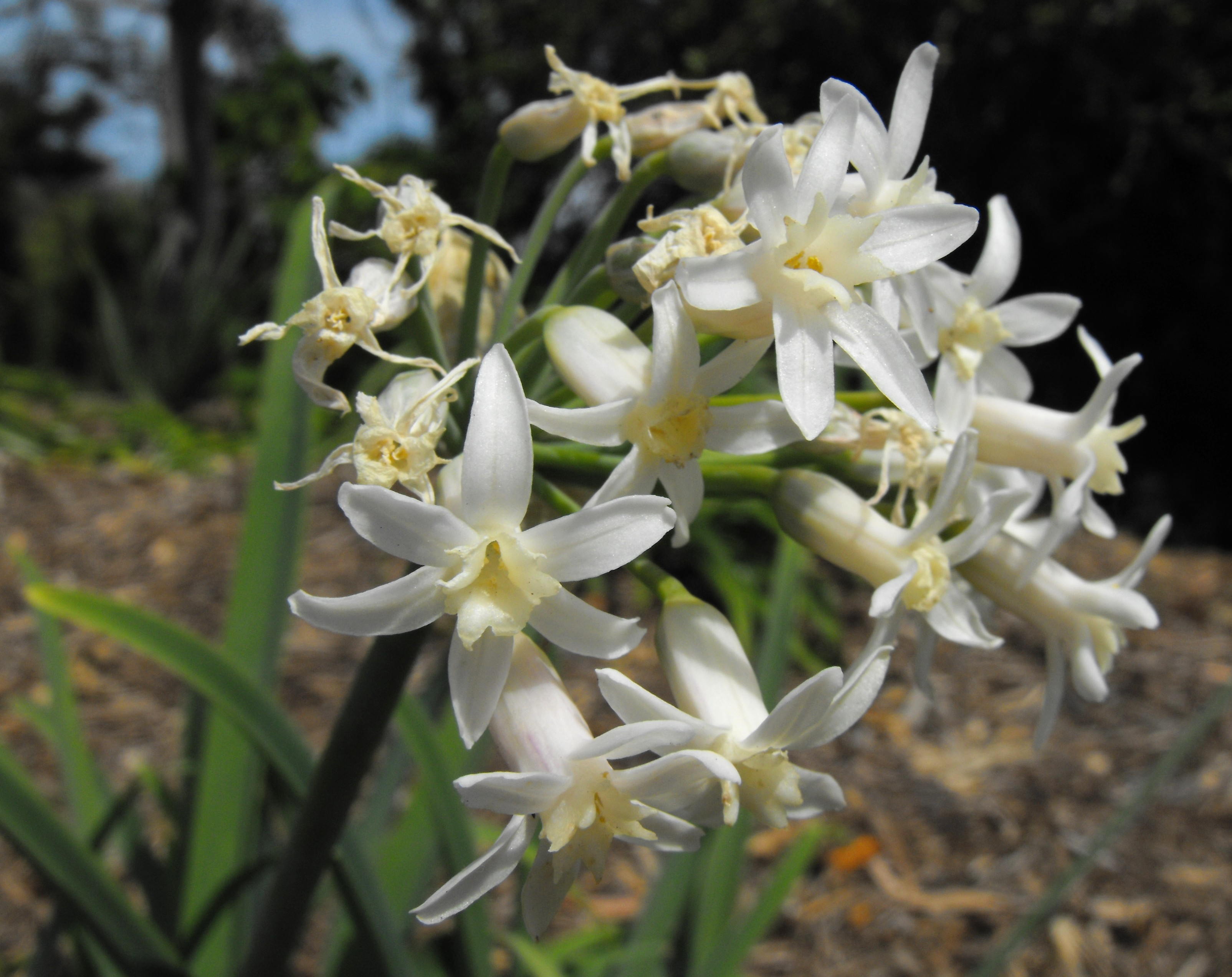